# パリス・ボルドーネ

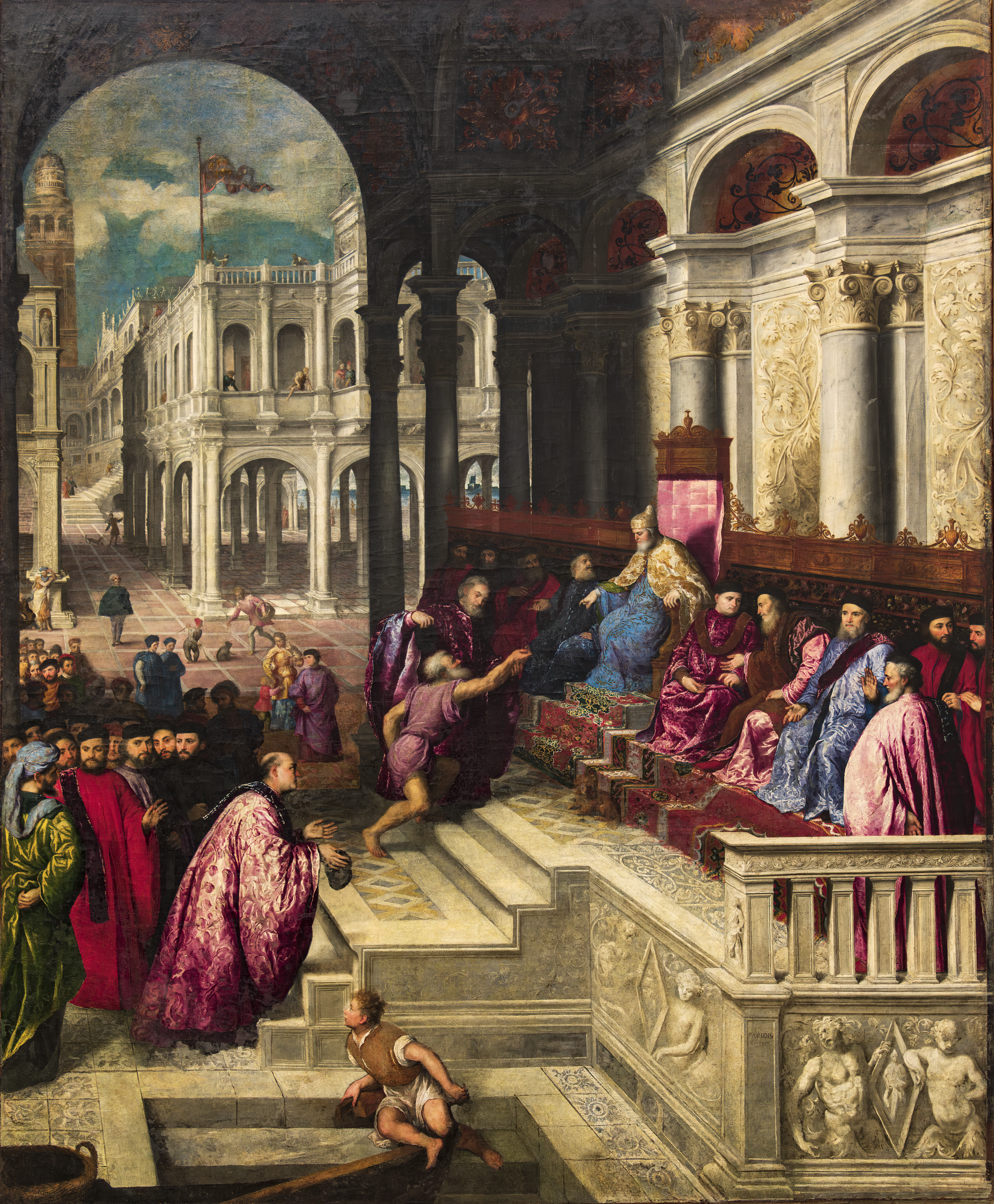
『ドージェに聖マルコの指輪を献上する漁師』。1534年から1535年。アカデミア美術館所蔵。

パリス・ボルドーネ（伊: Paris Bordone, 1500年7月5日（洗礼日）-1571年1月19日）は、イタリアのルネサンス期のヴェネツィア派の画家である。パリス・ボルドンとも表記される。主に宗教画、神話画、肖像画を描いた。その画風はマニエリスムの傾向を見せる。巨匠ティツィアーノ・ヴェチェッリオの工房で学んだのち自立して、国際的に活躍し、一時的ではあったがヴェネツィア派の画家としては唯一フランス王国のフランソワ1世に仕えた。

## 生涯
パリス・ボルドーネはトレヴィーゾで生まれた。幼くして馬具職人の父を亡くしたボルドーネは母に連れられて10代でヴェネツィアに移住し、1516年頃にティツィアーノの工房に見習いとして入った。しかし師弟の関係は不仲であった。ジョルジョ・ヴァザーリによるとティツィアーノはボルドーネを不遇したため、彼はティツィアーノに不満を抱き、ジョルジョーネの様式に傾倒していった。それから数年のうちにボルドーネは一人前の画家としての実力を身に着け、弱冠18歳で自立した。彼が初めて注文を得たときティツィアーノは嫉妬したと伝えられている。現在知られているボルドーネに支払われた最も古い報酬の記録は、1521年に制作したヴィチェンツァのパラッツォ・デル・カピタニアートのフレスコ画である。ティツィアーノはその後もボルドーネに敵対的だったので、ヴェネツィアで顧客を得るのに苦労した。ヴァザーリによるとサンタ・ニコロ・アイ・フラーリ教会（The church of San Niccolò ai Frari）の主祭壇画は、当初はボルドーネに発注されたが、ティツィアーノが異を唱えたために撤回された。最終的にこの仕事を得たのはティツィアーノだったという。しかし、ボルドーネは1525年頃にイル・ボルデノーネやパルマ・イル・ヴェッキオの影響を受けて自身の作風を模索した。そしてジョルジョーネやティツィアーノの影響から脱していき、1534年から1535年に聖マルコ同信会館のために制作した『ドージェに聖マルコの指輪を献上する漁師』（The Fisherman Presenting the Ring to Doge Gradenigo）で、ヴェネツィアでの評価を確かなものとした。やがてボルドーネは国際的な名声を獲得し、1538年にフランスのフランソワ1世に呼ばれてフォンテーヌブロー宮殿に赴き、1540年にはアウクスブルクの裕福な貴族フッガー家に招待された。さらにミラノでも仕事をし、ポーランドやフランドル、スペインからも注文を得た。1550年代後半以降はヴェネツィアに戻り、故郷のトレヴィーゾの教会のために祭壇画を多数制作した。彼は多くの財産を築き、4人の娘が結婚したときは200ドゥカートの持参金を用意することができた。おそらくヴァザーリは晩年の画家に会うことができた。1571年、ボルドーネは熱病のためにヴェネツィアで亡くなった。

## 作品
ボルドーネの初期の作品に見られるジョルジョネスクは完全にティツィアーノに由来するものである。ボルドーネはティツィアーノを緻密に模倣し、またしばしば自身の作品にサインを入れなかったため、ティツィアーノの作品がボルドーネのものとされたり、逆にボルドーネの作品がティツィアーノの作品とされることがあった。イタリアの美術評論家ジョヴァンニ・バティスタ・カヴァルカゼルとイギリスの美術史家ジョゼフ・アーチャー・クロウ、およびドイツのヴィルヘルム・フォン・ボーデはティツィアーノ作とされるカピトリーノ美術館の『キリストの洗礼』（Battesimo di Cristo）をボルドーネに帰属したが、ジョヴァンニ・モレッリはその中にティツィアーノの初期の作品を見た。またサンパウロ美術館のボルドーネの『アルヴィーゼ・コンタリーニの肖像』（Ritratto di Alvise Contarini）はティツィアーノの作品と考えられていた。
その後の様式は非常に個性的である。ボルドーネはヴェネツィア派の絵画とマニエリスムを組み合わせた独特の画風を構築し、ときに人物像を理想的な建築空間の中に置いた。ボルドーネはティツィアーノやティントレットの自由な筆致に倣うことはせず、慎重な計画のうえで細心の注意を払って描いている。神話を主題とする絵画はボルドーネのレパートリーの重要な部分を形成し、しばしば官能的である。力強く対照的な色彩を好み、しばしば筋肉質でねじれたポーズの男性像と、豪華な衣装をまとった女性像を描いた。女性像の衣装の描写はボルドーネの絵画の特徴の1つである。彼は襞の多い衣装の色彩をふるえるような色斑に分解することで、光の加減で見え方が変化する豪華な印象を生み出している。また肖像画家としても成功を収めた。
ボルドーネはヴィチェンツァでの室内装飾で重要な作品群を制作したが、第二次世界大戦時の爆撃で破壊されている。フランソワ1世の宮廷では多くの肖像画を描いたとされるが、その仕事の痕跡をフランス国内のコレクションに確認することはできない。現在、ルーヴル美術館に所蔵されている2点の肖像画は後になって購入されたものである。ボルドーネの最も重要な作品は聖マルコ同信会館のために制作され、現在ヴェネツィアのアカデミア美術館に所蔵されている『ドージェに聖マルコの指輪を献上する漁師』であり、ヴェネツィア派の最も重要な作品の1つと考えられている。他の重要な作品ではロンドンのナショナル・ギャラリーの『ダフニスとクロエ』（Dafni e Cloe）および女性の肖像画、ベルリンの絵画館の『2人のチェスプレイヤーの肖像』（Ritratto di due giocatori di scacchi）、ワシントンD.C.のナショナル・ギャラリーの『キリストの洗礼』（Battesimo di Cristo）などがある。

## ギャラリー

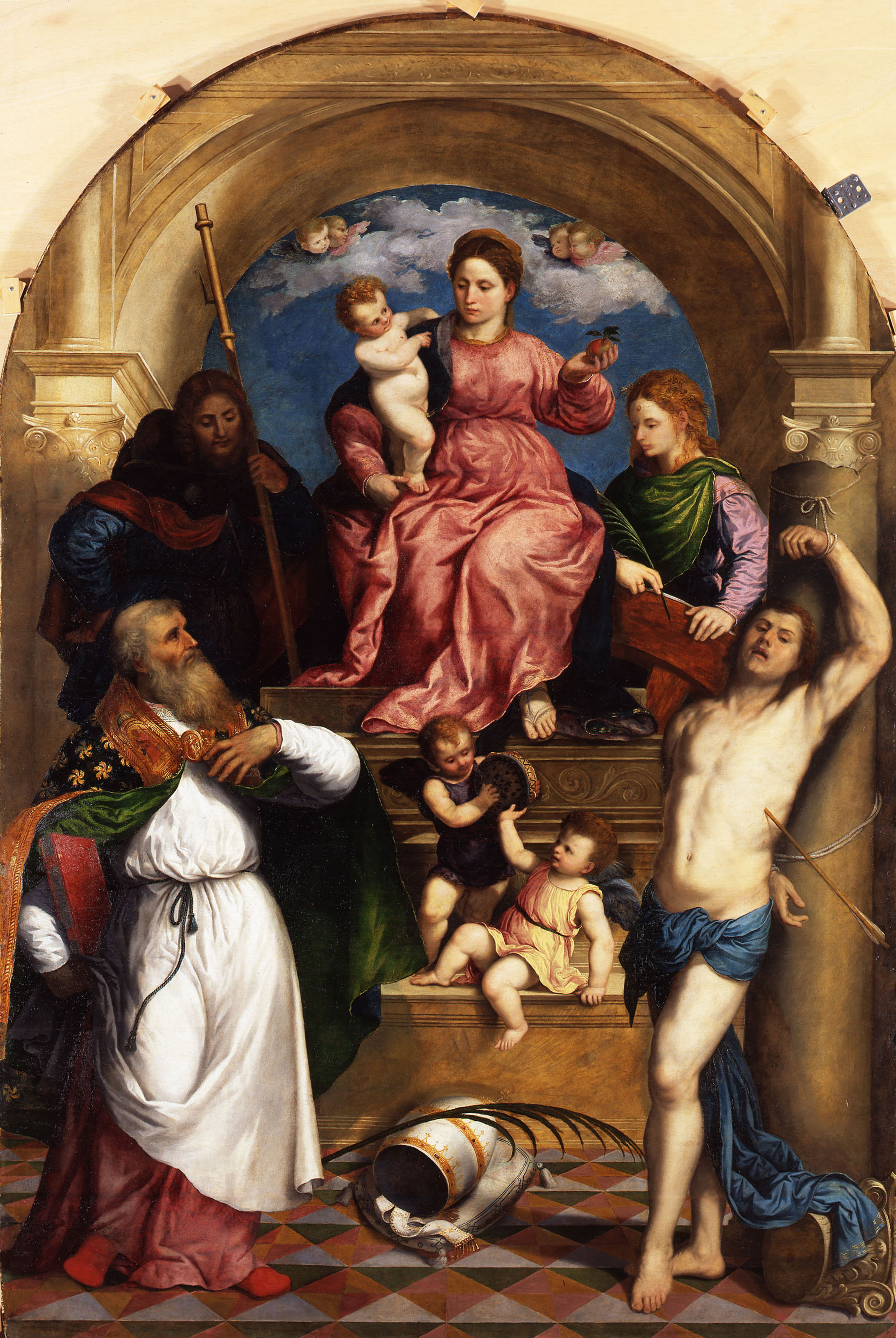
『即位する聖母子と聖人たち』1530年頃 絵画館所蔵
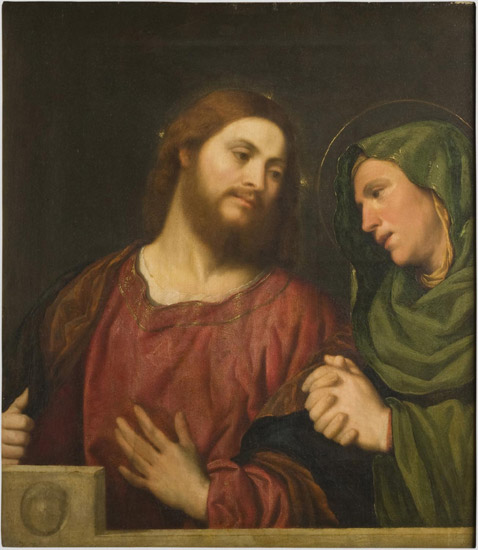
『聖母に別れを告げるキリスト』1530年頃 フィラデルフィア美術館所蔵
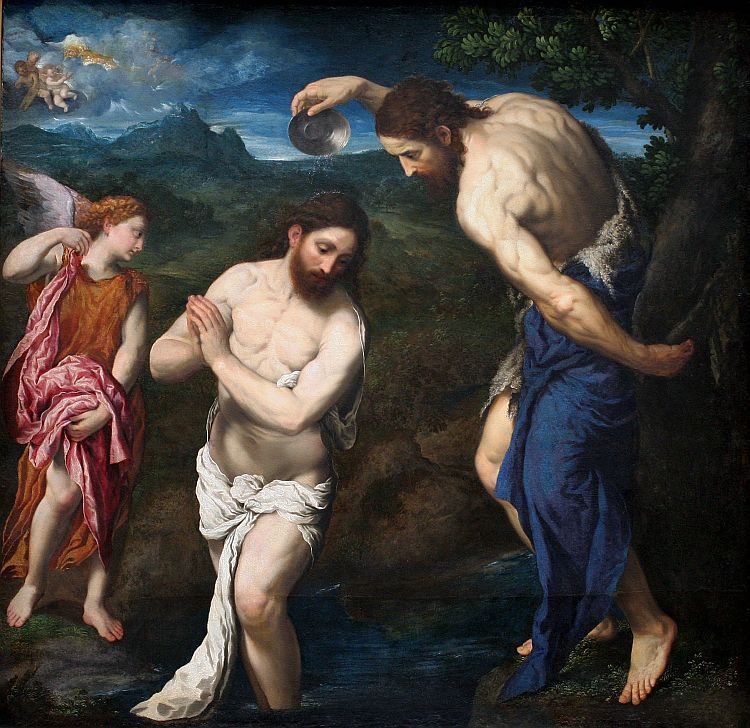
『キリストの洗礼』1535年–1540年頃 ワシントン・ナショナル・ギャラリー
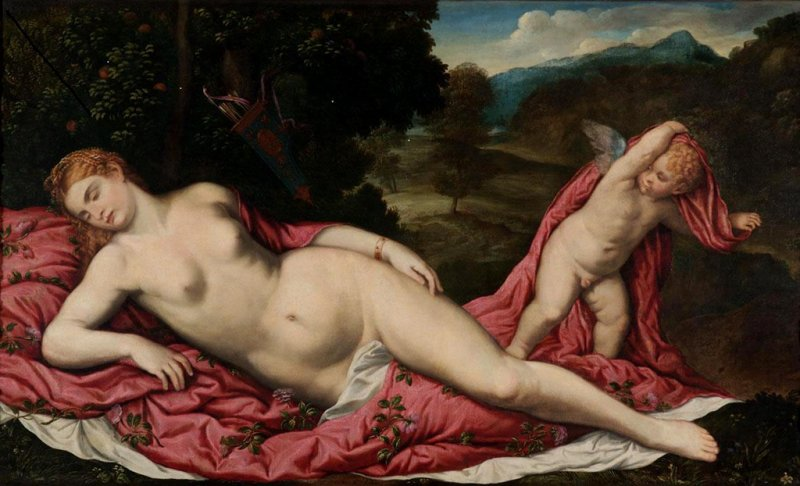
『眠るヴィーナスとキューピッド』1540年 カ・ドーロ所蔵
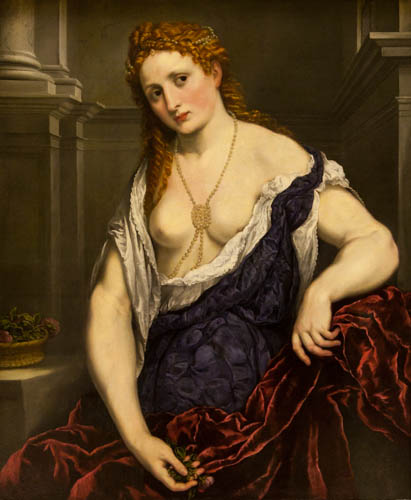
『フローラ』1540年頃 ルーヴル美術館所蔵
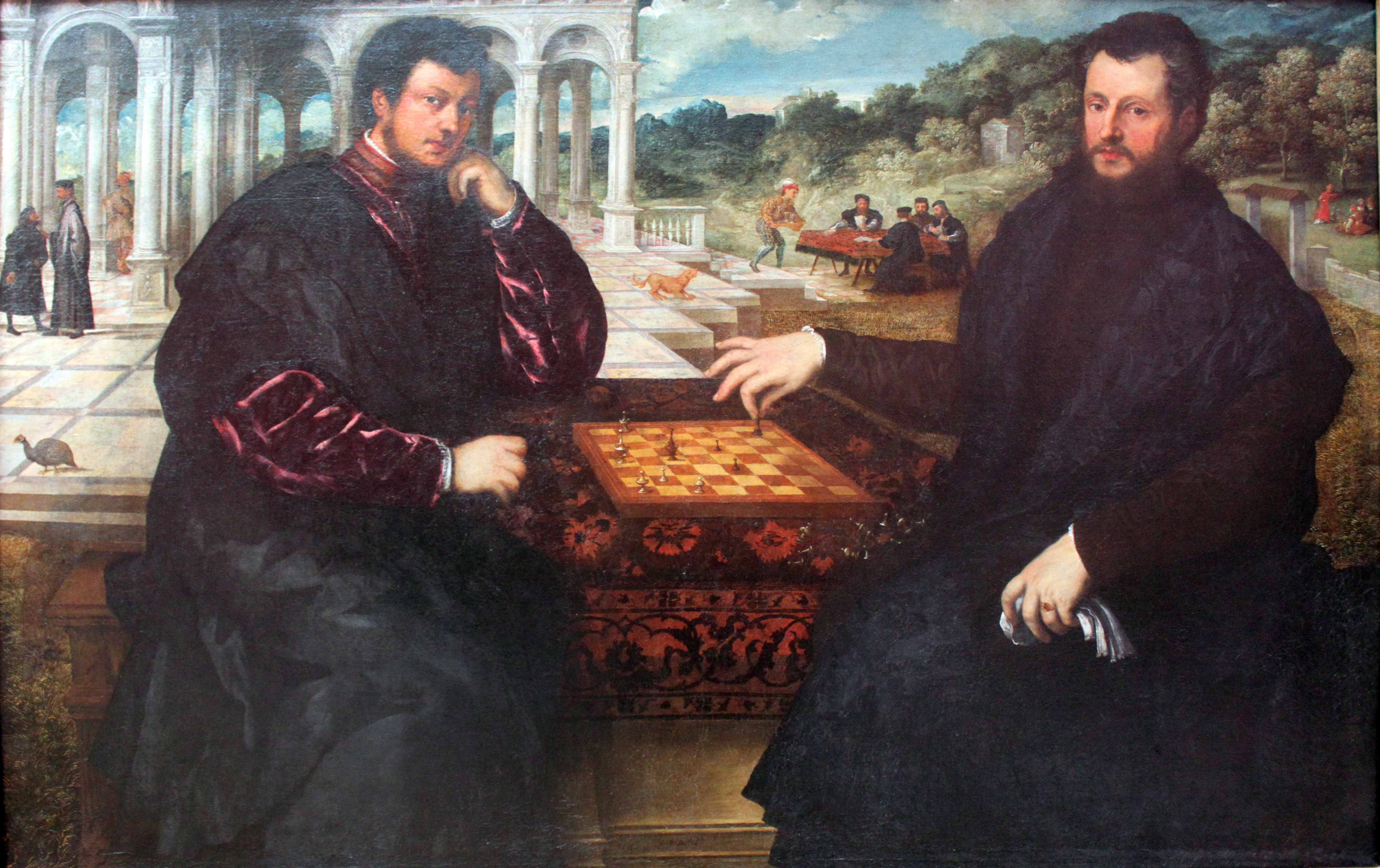
『2人のチェスプレイヤーの肖像』1540年頃 絵画館所蔵
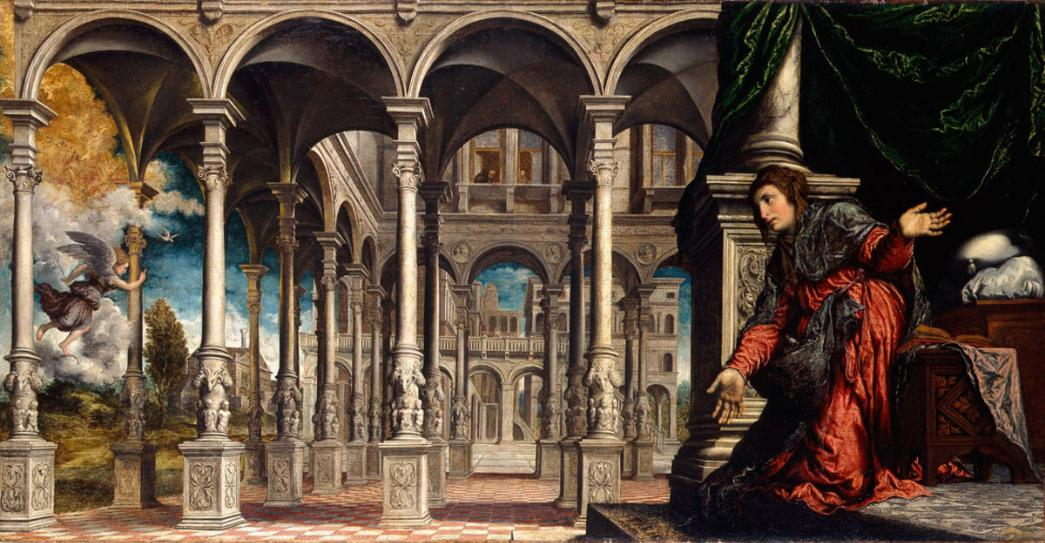
『受胎告知』1540年頃 カン美術館（英語版）所蔵
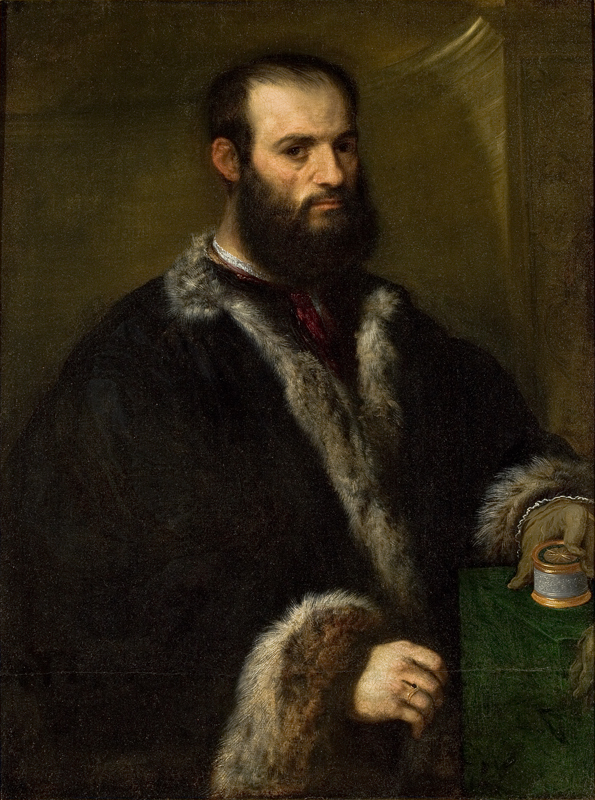
『アルヴィーゼ・コンタリーニの肖像』1525年-1550年の間 サンパウロ美術館所蔵
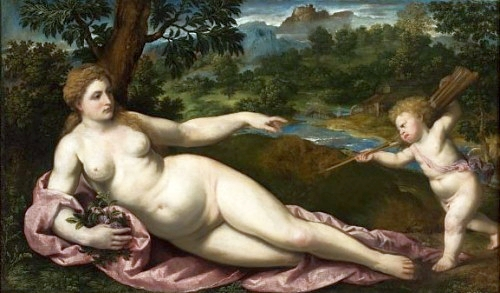
『ヴィーナスとキューピッド』1545年-1550年の間 ワルシャワ国立美術館所蔵
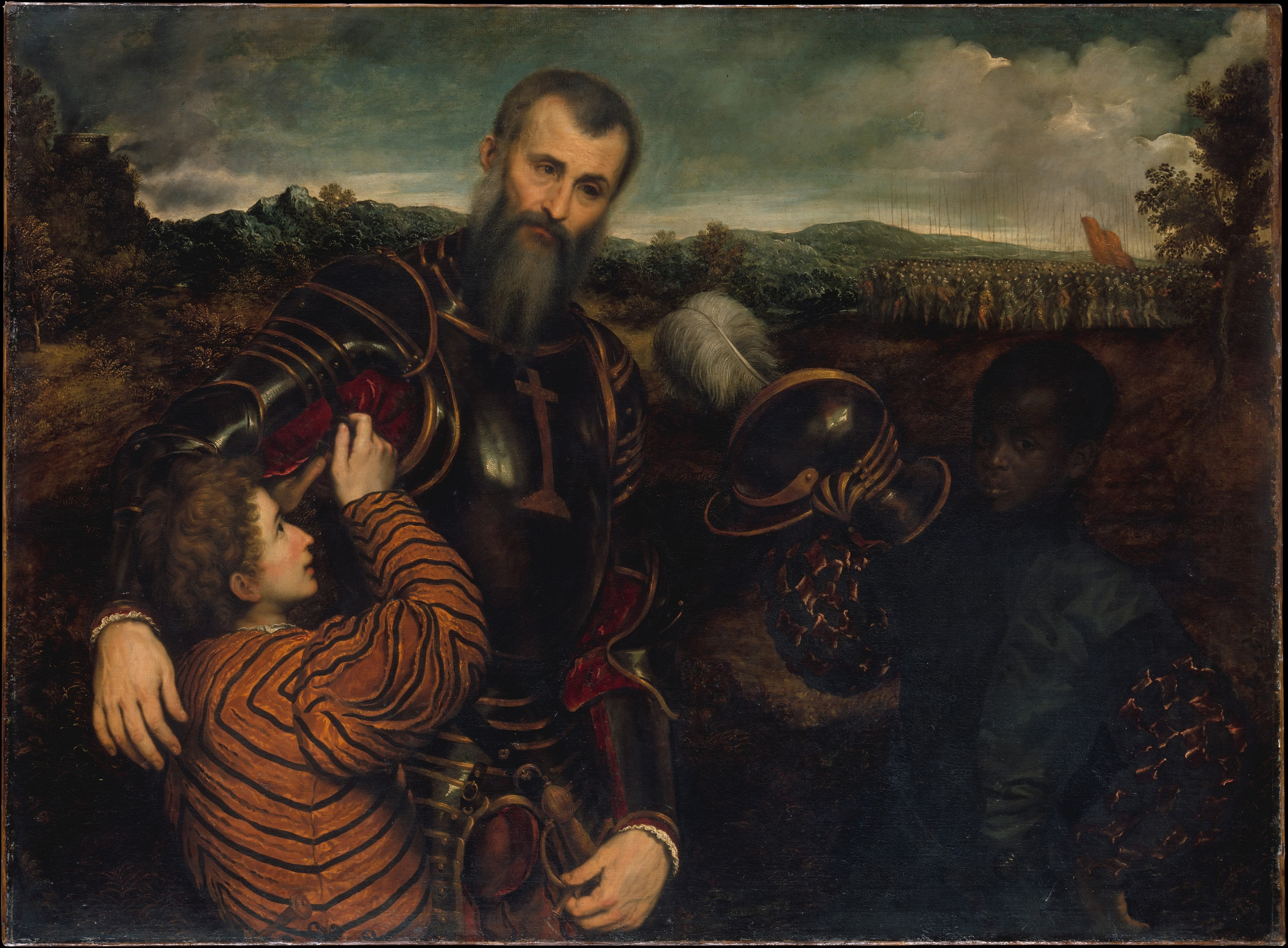
『2人の男子とともに鎧を着る男の肖像』1545年-1550年頃 メトロポリタン美術館所蔵
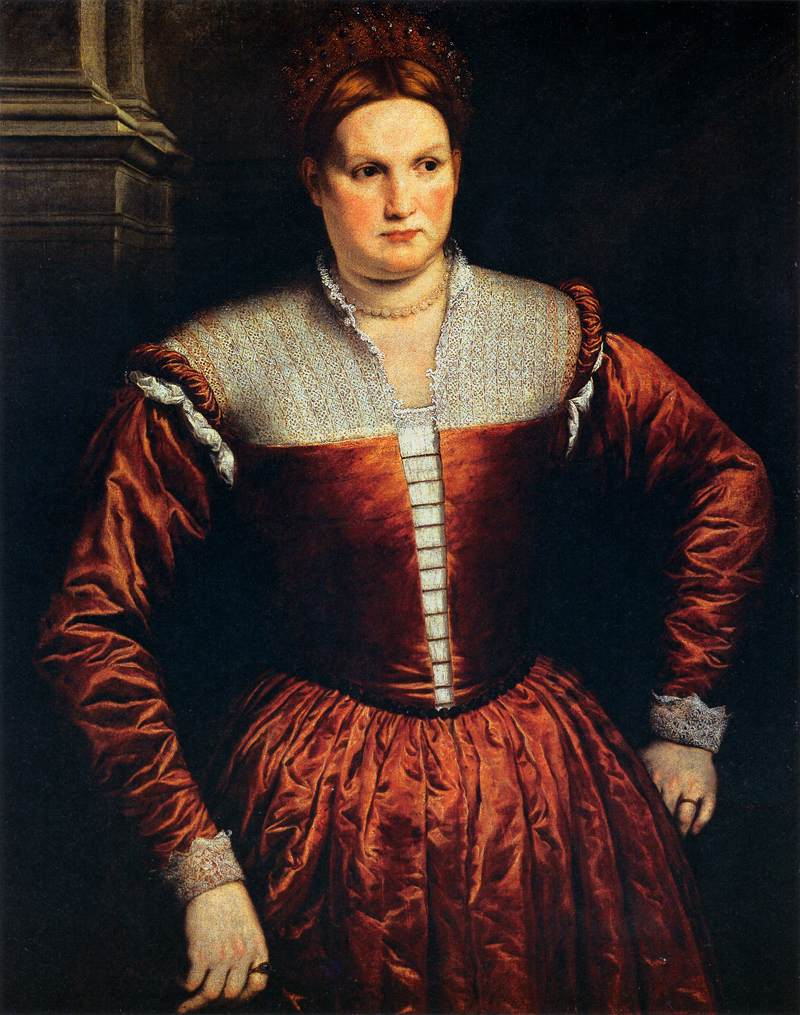
『女性の肖像』1550年頃 ピッティ宮殿所蔵
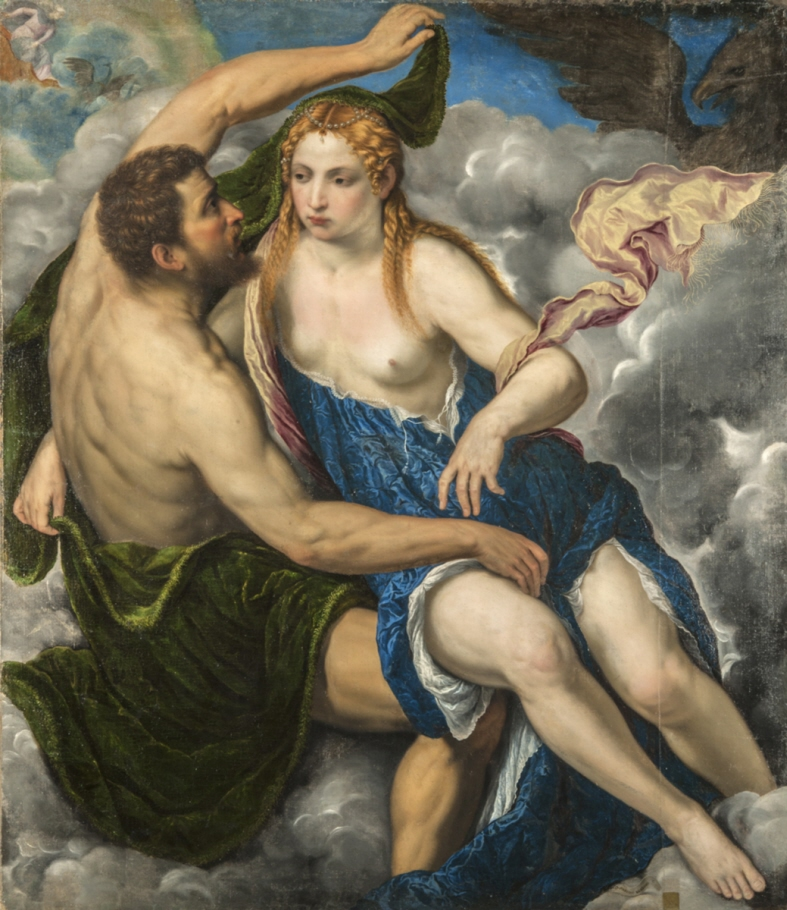
『ユピテルとイオ』1550年代 イェーテボリ美術館所蔵
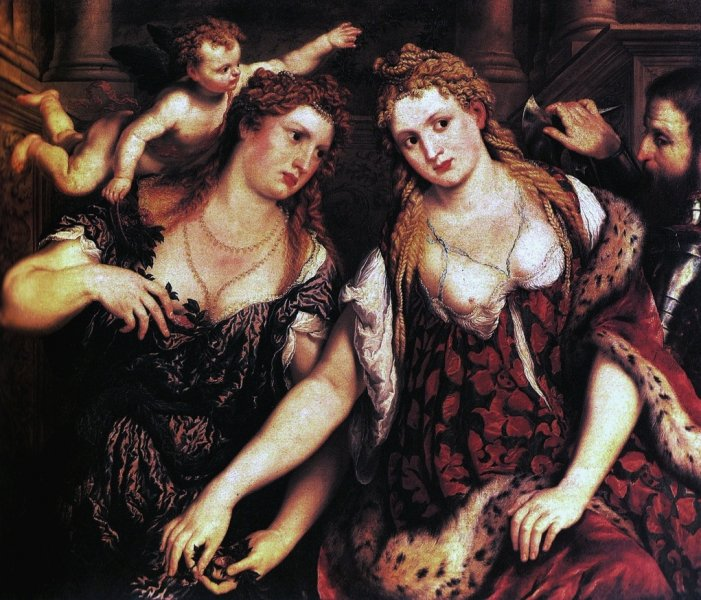
『ヴィーナスとフローラ、マルス、キューピッド』1550年頃 エルミタージュ美術館所蔵
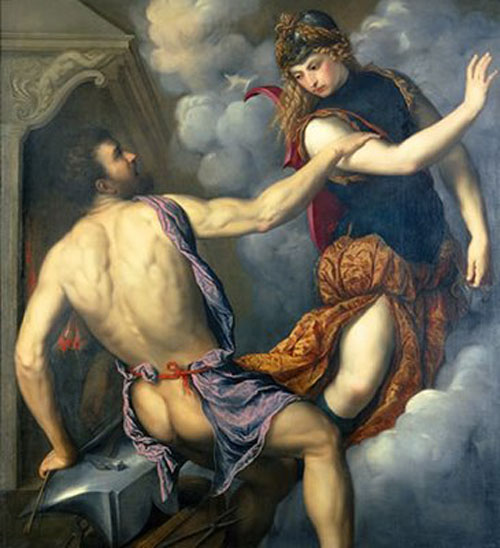
『ヘパイストスの誘いを軽蔑するアテナ』1555年頃
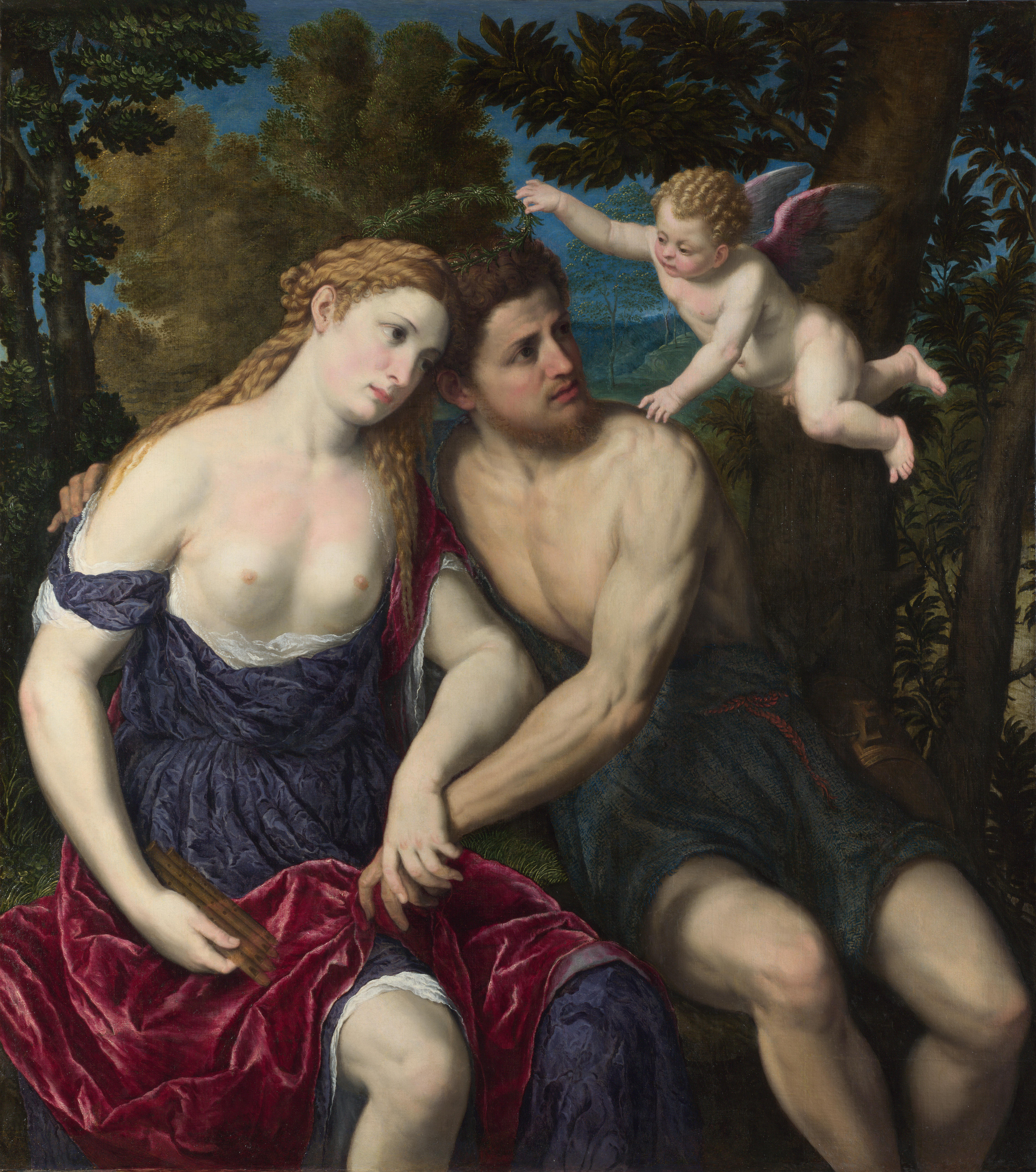
『ダフニスとクロエ（恋人たち）』1555年-1560年 ロンドン・ナショナル・ギャラリー所蔵
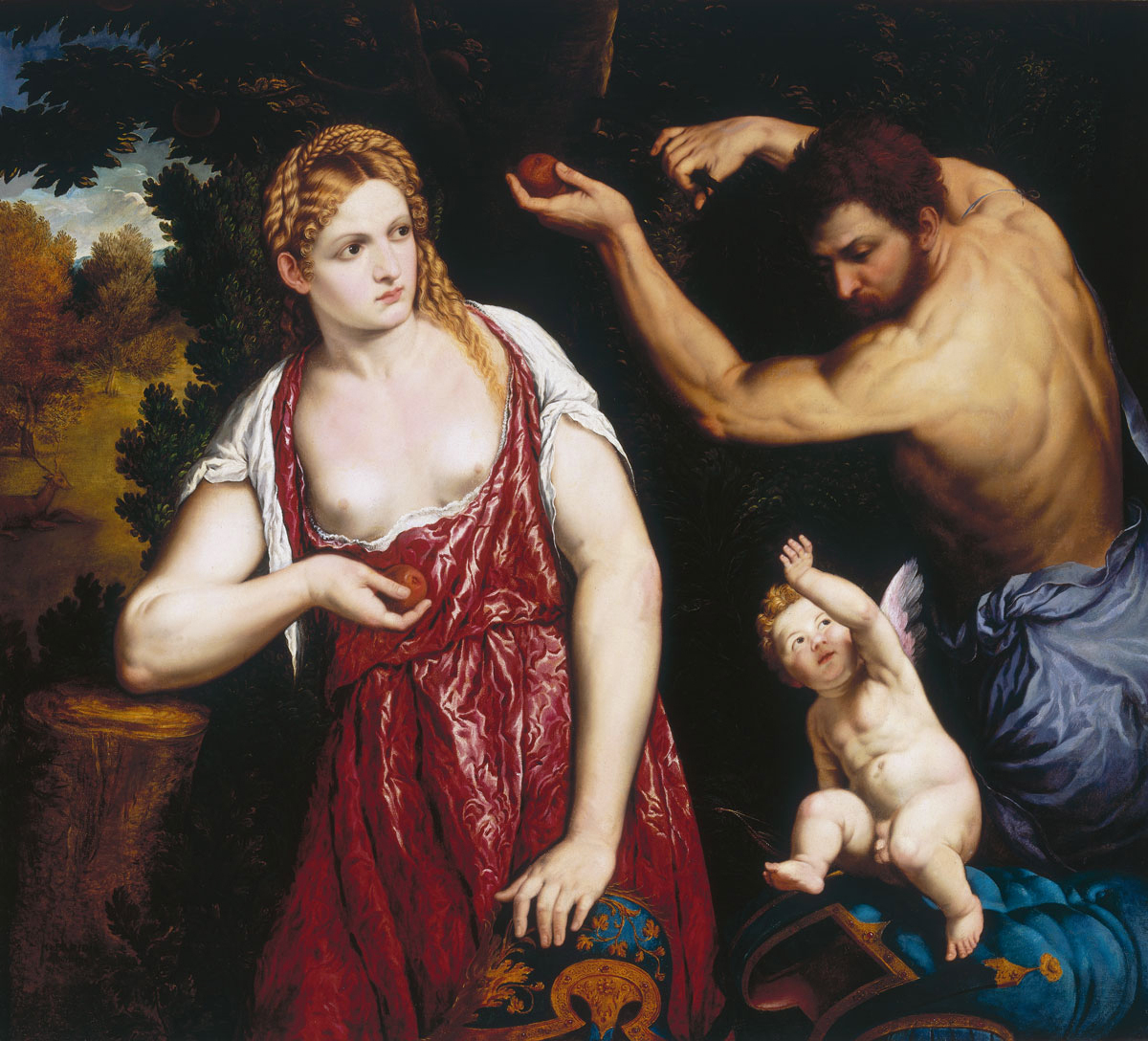
『ヴィーナスとマルス、キューピッド』1559年–1560年 ドーリア・パンフィーリ美術館所蔵
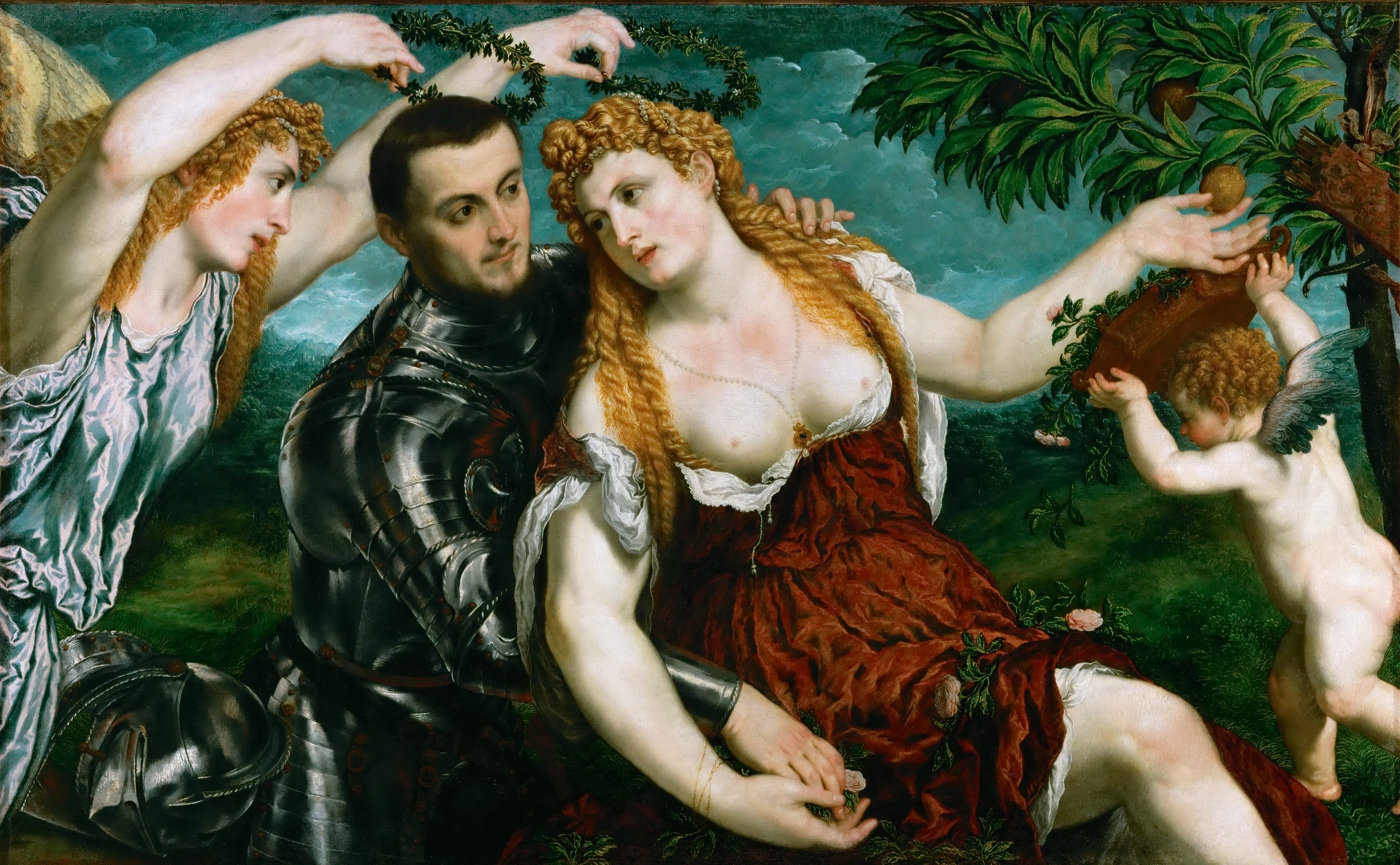
『ヴィーナスとマルス、キューピッド』1560年頃 美術史美術館所蔵
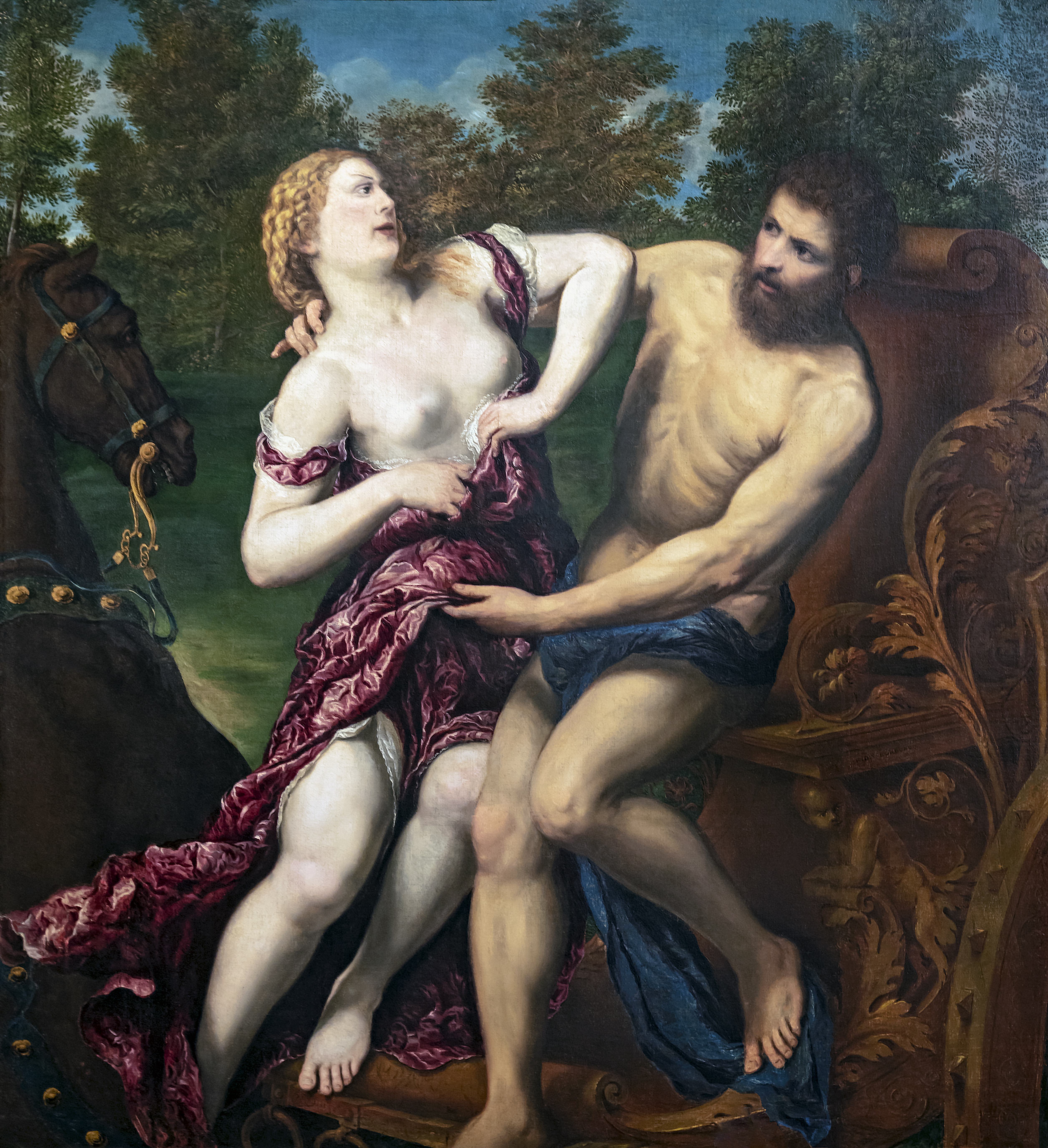
『プロセルピナの略奪』1570年以前 アセザ館（英語版）
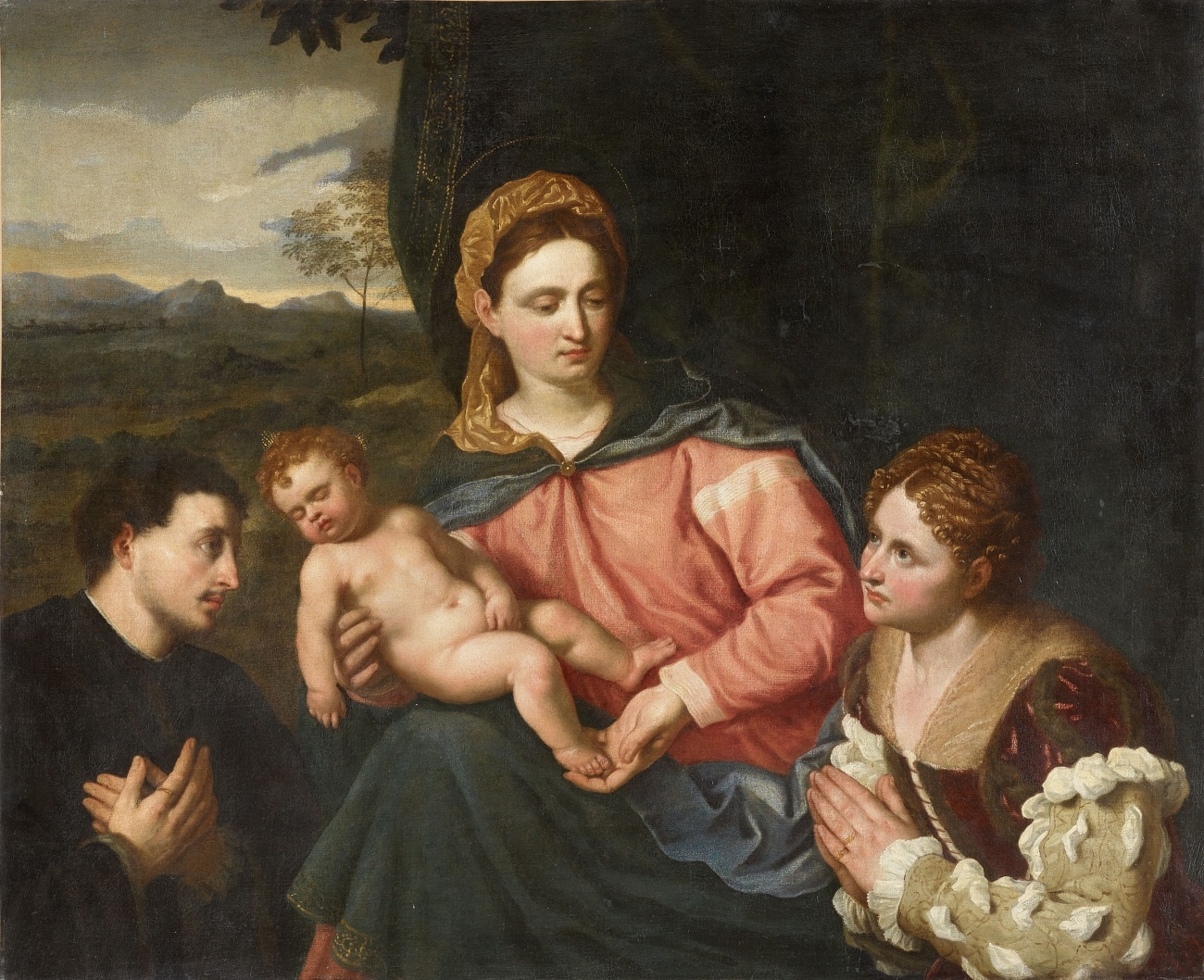
『聖母子と2人の寄進者』個人蔵